# Hesíquio de Cazorla
Santo Hesíquio (em espanhol: San Hesiquio é venerado como o santo padroeiro da cidade de Cazorla, na Espanha.
Segundo a tradição cristã, Hesíquio teria sido um missionário do século I, durante a Era Apostólica. Evangelizou a cidade de Carcere, Carteia ou Carcesi, identificada com Cazorla, tornou-se seu primeiro bispo e foi martirizado ali, apedrejado até a morte num lugar chamado de La Pedriza.
Hesíquio é um dos "sete varões apostólicos", que foram sete clérigos cristãos ordenados em Roma pelos santos Pedro e Paulo, enviados para envagelizar a Hispânia. Além de Hesíquio, este grupo incluia os santos Torcato de Acci, Cecílio, Tesifonte, Eufrásio, Indalécio e Segundo.
A identificação dos lugares onde ele teria realizado a evangelização é pouco precisa: algumas fontes afirmam que Carcere ou Carcesi não seria Cazorla e sim Cieza.